# Pleugriffet
Pleugriffet (bretonisch: Ploueg-Grifed) ist eine französische Gemeinde mit 1281 Einwohnern (Stand 1. Januar 2022) im Département Morbihan in der Region Bretagne. Sie gehört zum Gemeindeverband Pontivy Communauté.

## Geographie
Pleugriffet liegt im Zentrum der Bretagne im Norden des Départements Morbihan und gehört zum Pays de Pontivy.
Nachbargemeinden sind Crédin im Nordwesten und Norden, Bréhan im Nordosten, Forges de Lanouée im Osten, Guégon im Südosten, Lantillac im Süden, Radenac im Südwesten sowie Réguiny im Westen.
Der Ort liegt abseits von Straßen für den überregionalen Verkehr. Die wichtigste Straßenverbindung ist die D764 von Pontivy nach Josselin, welche quer durch die Gemeinde führt. Der nächste bedeutende Straßenanschluss ist die N24, die mehrere Kilometer südlich der Gemeinde verläuft.
Die bedeutendsten Gewässer sind der Fluss Oust, der Bach La Ville sowie der Canal de Nantes à Brest. Entlang dieser Wasserläufe verläuft teilweise die Gemeindegrenze.

## Bevölkerungsentwicklung
| Jahr      | 1962 | 1968 | 1975 | 1982 | 1990 | 1999 | 2006 | 2019 |
| Einwohner | 1589 | 1528 | 1358 | 1198 | 1105 | 1124 | 1188 | 1297 |

## Geschichte
Die Gemeinde gehört historisch zur bretonischen Region Bro-Gwened (frz. Vannetais) und innerhalb dieser Region zum Gebiet Bro Baod (frz. Pays de Baud) und teilt dessen Geschichte. Von 1801 bis zu dessen Auflösung am 10. September 1926 gehörte sie zum Arrondissement Ploërmel. Von 1793 bis zu dessen Auflösung 1801 gehörte Pleugriffet zum Kanton Réguiny.

## Sehenswürdigkeiten
- Kirche Saint-Pierre von 1956, mit Statuen aus der früheren romanischen Kirche
- Kapelle Saint-Vincent-Ferrier in la Ville-Tual aus dem Jahr 1724
- Kapelle Sainte-Marguerite im gleichnamigen Dorf aus dem Jahr 1758
- Kalvarienberg von Sainte-Marguerite aus dem Jahr 1890
- Kreuz von Lairdomas aus dem Jahr 1875 (Monument historique)
- Mühle von Griffet
- Reste eines Römerwegs

Quelle: